# Campeonato Honconguês de Patinação Artística no Gelo
O Campeonato Honconguês de Patinação Artística no Gelo é uma competição nacional anual de patinação artística no gelo de Hong Kong.
A competição determina os campeões nacionais e os representantes de Hong Kong em competições internacionais como Campeonato Mundial, Campeonato Mundial Júnior, Campeonato dos Quatro Continentes e os Jogos Olímpicos de Inverno.

## Edições
| Ano (Edição) | Cidade sede          | Sênior               | Sênior               | Sênior               | Sênior               | Ref                  |
| Ano (Edição) | Cidade sede          | M                    | F                    | P                    | D                    | Ref                  |
| ------------ | -------------------- | -------------------- | -------------------- | -------------------- | -------------------- | -------------------- |
| 2003         | Hong Kong            | •                    | •                    | –                    | –                    | [ 1 ]                |
| 2004         | Hong Kong            | •                    | •                    | –                    | –                    | [ 2 ]                |
| 2005         | Hong Kong            | •                    | •                    | –                    | •                    | [ 3 ]                |
| 2006         | Hong Kong            | •                    | •                    | –                    | •                    | [ 4 ]                |
| 2007–2009    | Não houve competição | Não houve competição | Não houve competição | Não houve competição | Não houve competição | Não houve competição |
| 2010         | Hong Kong            | •                    | •                    | –                    | –                    | [ 5 ]                |
| 2011         | Hong Kong            | •                    | •                    | –                    | –                    | [ 6 ]                |
| 2012         | Hong Kong            | •                    | •                    | –                    | –                    | [ 7 ]                |
| 2013         | Hong Kong            | •                    | •                    | –                    | –                    | [ 8 ]                |
| 2014         | Hong Kong            | •                    | •                    | •                    | –                    | [ 9 ]                |
| 2015         | Hong Kong            | •                    | •                    | –                    | –                    | [ 10 ]               |
| 2016         | Hong Kong            | •                    | •                    | –                    | •                    | [ 11 ] [ 12 ]        |

## Lista de medalhistas

### Individual masculino
| Evento                                           | Ouro                 | Prata                | Bronze                  |
| Hong Kong 2003 (#Individual masculino\|detalhes) | Edward Ka-Yin Chow   | Tatsuya Tanaka       | nenhum outro competidor |
| Hong Kong 2004 (detalhes)                        | Mi Sha Ge            | Edward Ka-Yin Chow   | Tatsuya Tanaka          |
| Hong Kong 2005 (detalhes)                        | Edward Ka-Yin Chow   | Tatsuya Tanaka       | nenhum outro competidor |
| Hong Kong 2006 (detalhes)                        | Edward Ka-Yin Chow   | Tatsuya Tanaka       | nenhum outro competidor |
| 2007–2009                                        | Não houve competição | Não houve competição | Não houve competição    |
| Hong Kong 2010 (detalhes)                        | Vincent Ip           | Hon Lam To           | nenhum outro competidor |
| Hong Kong 2011 (detalhes)                        | Hon Lam To           | Kwun Hung Leung      | Cheuk Yin Matthew Tsang |
| Hong Kong 2012 (detalhes)                        | Chiu Ting Ronald Lam | Hon Lam To           | Kwun Hung Leung         |
| Hong Kong 2013 (detalhes)                        | Chiu Ting Ronald Lam | Kwun Hung Leung      | Hon Lam To              |
| Hong Kong 2014 (detalhes)                        | Chiu Ting Ronald Lam | Harry Hau Yin Lee    | Kwun Hung Leung         |
| Hong Kong 2015 (detalhes)                        | Chiu Ting Ronald Lam | Leslie Man Cheuk Ip  | Harry Hau Yin Lee       |
| Hong Kong 2016 (detalhes)                        | Leslie Man Cheuk Ip  | Harry Hau Yin Lee    | Kwun Hung Leung         |

### Individual feminino
| Evento                    | Ouro                 | Prata                     | Bronze                    |
| Hong Kong 2003 (detalhes) | Christine M. Lee     | Tan Tan Yip               | nenhuma outra competidora |
| Hong Kong 2004 (detalhes) | Tamami Ono           | nenhuma outra competidora | nenhuma outra competidora |
| Hong Kong 2005 (detalhes) | Tamami Ono           | Karen Ka Man Leung        | Pui Lam Yuen              |
| Hong Kong 2006 (detalhes) | Tamami Ono           | Karen Ka Man Leung        | Rie Aoi                   |
| 2007–2009                 | Não houve competição | Não houve competição      | Não houve competição      |
| Hong Kong 2010 (detalhes) | Tamami Ono           | Tiffany Yu                | Tze Ching Lee             |
| Hong Kong 2011 (detalhes) | Tiffany Packard Yu   | Tze Ching Lee             | Shirley Angel Chan        |
| Hong Kong 2012 (detalhes) | Tiffany Packard Yu   | Sumika Yamada             | nenhuma outra competidora |
| Hong Kong 2013 (detalhes) | Tiffany Packard Yu   | Sumika Yamada             | Yong Yeu Tiffany Lau      |
| Hong Kong 2014 (detalhes) | Chelsea Chiyan Yim   | Yong Yeu Tiffany Lau      | nenhuma outra competidora |
| Hong Kong 2015 (detalhes) | Marin Ono            | Tiffany Chitring Yim      | Yong Yeu Tiffany Lau      |
| Hong Kong 2016 (detalhes) | Maisy Hiu Ching Ma   | Jaden Ka-Hay Cheng        | Priscilla June Chau       |

### Duplas
| Evento                    | Ouro                        | Prata                       | Bronze                      |
| Hong Kong 2014 (detalhes) | Marin Ono Hon Lam To        | nenhum outro competidor     | nenhum outro competidor     |
| 2015–2016                 | Não houve disputa de duplas | Não houve disputa de duplas | Não houve disputa de duplas |

### Dança no gelo
| Evento                    | Ouro                               | Prata                              | Bronze                             |
| Hong Kong 2005 (detalhes) | Tan Tan Yip Bin Suo                | nenhum outro competidor            | nenhum outro competidor            |
| Hong Kong 2006 (detalhes) | Tan Tan Yip Bin Suo                | nenhum outro competidor            | nenhum outro competidor            |
| 2007–2009                 | Não houve competição               | Não houve competição               | Não houve competição               |
| 2010–2015                 | Não houve disputa de dança no gelo | Não houve disputa de dança no gelo | Não houve disputa de dança no gelo |
| Hong Kong 2016 (detalhes) | Wing Yi Valerie So Marcus Yau      | nenhum outro competidor            | nenhum outro competidor            |